# Přísavka

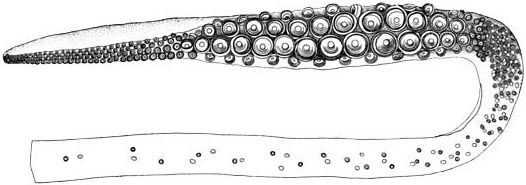
Přísavky na chapadle chobotnice

Přísavka je orgánová modifikace miskovitého tvaru sloužící k přichycení rostliny nebo živočicha k určitému povrchu. Princip přísavky funguje na principu instalatérského zvonu. Přísavka je přichycena pevně k povrchu tak, že při jejím styku s povrchem dojde k odčerpání vzduchu z miskovitého prostoru. Tím vznikne mezi podkladem a dnem přísavky podtlak a ta je tak pevně přichycena k podkladu.

## Přísavky u rostlin
Známou zahradnickou rostlinou s přísavkami je např. přísavník.

## Přísavky protistů
U některých protistů, tedy jednobuněčných eukaryot, se často vyvinuly různé typy přísavkovitých organel na povrchu buněk. Příkladem jsou někteří kruhobrví nálevníci či endobiotičtí prvoci. U diplomonád, například, se přísavky skládají z mikrotubulů. Masivní (radiálně symetrický) adhezivní disk zmíněných kruhobrvých nálevníků je tvořen proteinovým skeletem. Počet a tvar těchto struktur může sloužit k determinaci prvoků.